# ماری مانوکیان
ماری مانوکیان (ارمنی: Մարի Մանուկյան؛ انگلیسی: Mari Manoogian؛ زادهٔ ۳ سپتامبر ۱۹۹۲) سیاست‌مدار ارمنی‌تبار اهل ایالات متحده آمریکا است که از تاریخ ۱ ژانویه ۲۰۱۹ عضو مجلس نمایندگان ایالت میشیگان از حوزه انتخابیه ۴۰ام می‌باشد. وی عضو حزب دموکرات می‌باشد.

## زندگی‌نامه
وی در ۳ سپتامبر ۱۹۹۲ در بیرمنگام، میشیگان به دنیا آمد و از دانشگاه جرج واشینگتن فارغ‌التحصیل شد. 